# Campionatul Mondial de Fotbal 1974
Campionatul Mondial de Fotbal 1974 a fost cea de-a zecea ediție a Campionatului Mondial de Fotbal, cela mai importantă competiție fotbalistică internaționlă la care participă echipe naționale din toată lumea. Ediție ce s-a desfășurat în Germania de Vest.

## Calificare
Nouăzeci și opt de țări au luat parte la turneul de calificare, și ca de obicei, au existat unele eșecuri de profil înalte pe drumul spre finala. Franța a fost printre ei, care au pierdut în favoarea URSS-ului în grupa lor de calificare. Spania, Anglia și Ungaria, de asemenea, nu au reușit să ajungă în finală. Pentru prima dată între echiepele calificate s-au inclus Germania de Est, Haiti, Australia și Zair, prima echipă din Africa sub-sahariană pentru a ajunge în finala Cupei Mondiale.

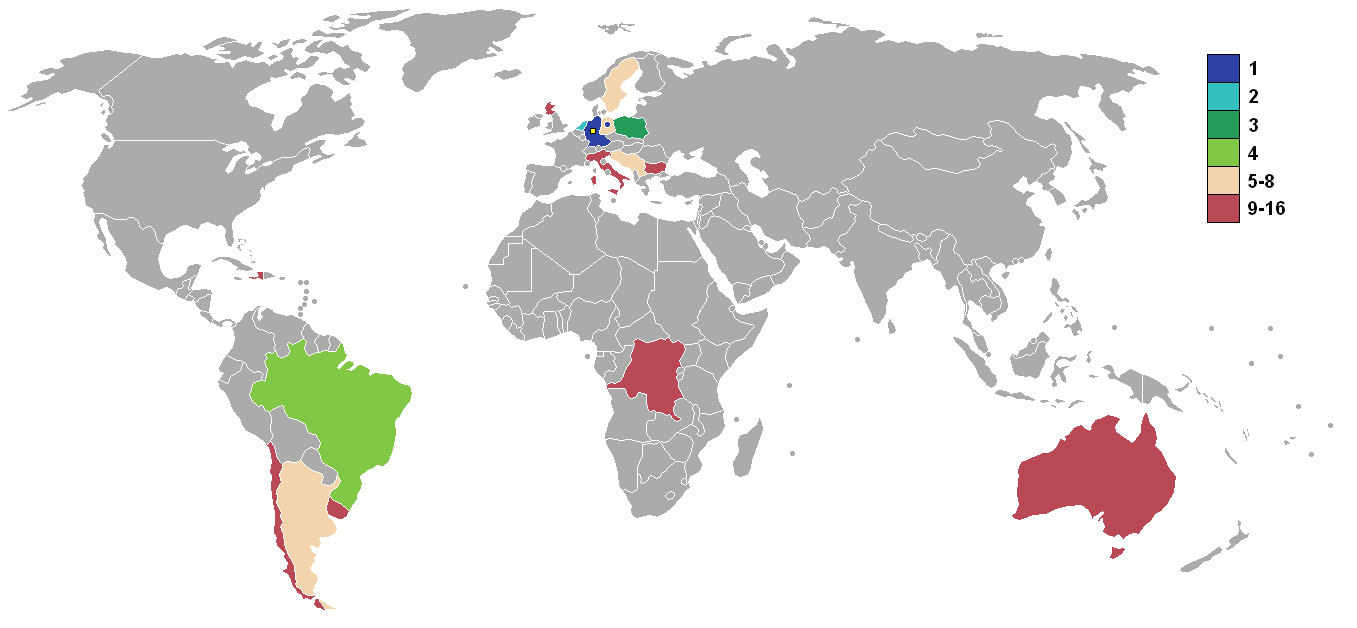
Ţări calificate

## Stadioane
| Berlinul de Vest   | München                                                                                | Stuttgart                                                                              |
| ------------------ | -------------------------------------------------------------------------------------- | -------------------------------------------------------------------------------------- |
| Stadionul Olimpic  | Stadionul Olimpic                                                                      | Neckarstadion                                                                          |
| Capacitate: 86.000 | Capacitate: 77.573                                                                     | Capacitate: 72.200                                                                     |
|                    |                                                                                        |                                                                                        |
| Gelsenkirchen      | MünchenBerlinul de VestStuttgartGelsenkirchenDüsseldorfFrankfurtHamburgHanovraDortmund | MünchenBerlinul de VestStuttgartGelsenkirchenDüsseldorfFrankfurtHamburgHanovraDortmund |
| Parkstadion        | MünchenBerlinul de VestStuttgartGelsenkirchenDüsseldorfFrankfurtHamburgHanovraDortmund | MünchenBerlinul de VestStuttgartGelsenkirchenDüsseldorfFrankfurtHamburgHanovraDortmund |
| Capacitate: 72.000 | MünchenBerlinul de VestStuttgartGelsenkirchenDüsseldorfFrankfurtHamburgHanovraDortmund | MünchenBerlinul de VestStuttgartGelsenkirchenDüsseldorfFrankfurtHamburgHanovraDortmund |
|                    | MünchenBerlinul de VestStuttgartGelsenkirchenDüsseldorfFrankfurtHamburgHanovraDortmund | MünchenBerlinul de VestStuttgartGelsenkirchenDüsseldorfFrankfurtHamburgHanovraDortmund |
| Düsseldorf         | MünchenBerlinul de VestStuttgartGelsenkirchenDüsseldorfFrankfurtHamburgHanovraDortmund | MünchenBerlinul de VestStuttgartGelsenkirchenDüsseldorfFrankfurtHamburgHanovraDortmund |
| Rheinstadion       | MünchenBerlinul de VestStuttgartGelsenkirchenDüsseldorfFrankfurtHamburgHanovraDortmund | MünchenBerlinul de VestStuttgartGelsenkirchenDüsseldorfFrankfurtHamburgHanovraDortmund |
| Capacitate: 70.100 | MünchenBerlinul de VestStuttgartGelsenkirchenDüsseldorfFrankfurtHamburgHanovraDortmund | MünchenBerlinul de VestStuttgartGelsenkirchenDüsseldorfFrankfurtHamburgHanovraDortmund |
|                    | MünchenBerlinul de VestStuttgartGelsenkirchenDüsseldorfFrankfurtHamburgHanovraDortmund | MünchenBerlinul de VestStuttgartGelsenkirchenDüsseldorfFrankfurtHamburgHanovraDortmund |
| Frankfurt          | MünchenBerlinul de VestStuttgartGelsenkirchenDüsseldorfFrankfurtHamburgHanovraDortmund | MünchenBerlinul de VestStuttgartGelsenkirchenDüsseldorfFrankfurtHamburgHanovraDortmund |
| Waldstadion        | MünchenBerlinul de VestStuttgartGelsenkirchenDüsseldorfFrankfurtHamburgHanovraDortmund | MünchenBerlinul de VestStuttgartGelsenkirchenDüsseldorfFrankfurtHamburgHanovraDortmund |
| Capacitate: 62.200 | MünchenBerlinul de VestStuttgartGelsenkirchenDüsseldorfFrankfurtHamburgHanovraDortmund | MünchenBerlinul de VestStuttgartGelsenkirchenDüsseldorfFrankfurtHamburgHanovraDortmund |
|                    | MünchenBerlinul de VestStuttgartGelsenkirchenDüsseldorfFrankfurtHamburgHanovraDortmund | MünchenBerlinul de VestStuttgartGelsenkirchenDüsseldorfFrankfurtHamburgHanovraDortmund |
| Hamburg            | Hanovra                                                                                | Dortmund                                                                               |
| Volksparkstadion   | Niedersachsenstadion                                                                   | Westfalenstadion                                                                       |
| Capacitate: 61.300 | Capacitate: 60.400                                                                     | Capacitate: 53.600                                                                     |
|                    |                                                                                        |                                                                                        |

## Arbitrii
| Africa (CAF) - Mahmoud Mustafa Kamel - Youssou N'Diaye Asia (AFC) - Jaffar Namdar - Govindasamy Suppiah Europe (UEFA) - Aurelio Angonese - Doğan Babacan - Bob Davidson - Rudi Glöckner - Pavel Kasakov - Erich Linemayr - Vital Loraux - Károly Palotai - Nicolae Rainea - Pablo Sánchez Ibáñez - Rudolf Scheurer - Gerhard Schulenburg - Jack Taylor - Clive Thomas - Kurt Tschenscher - Arie van Gemert - Hans-Joachim Weyland | North and Central America (CONCACAF) - Alfonso González Archundia - Werner Winsemann Oceania (OFC) - Tony Bosković America de Sud (CSF) - Ramon Barreto - Omar Delgado Gómez - Vicente Llobregat - Armando Marques - Luis Pestarino - Edison Peréz-Núñez |

## Urnele tragerii la sorți
| Urna 1: Europa Vestică                                       | Urna 2: Europa Estică                               | Urna 3: America de Sud                   | Urna 4: Restul lumii                |
| ------------------------------------------------------------ | --------------------------------------------------- | ---------------------------------------- | ----------------------------------- |
| - Germania de Vest (Gazdă) - Italia - Țările de Jos - Scoția | - Bulgaria - Germania de Est - Polonia - Iugoslavia | - Brazilia - Argentina - Chile - Uruguay | - Australia - Haiti - Suedia - Zair |

## Rezultate

### Prima rundă

#### Grupa 1

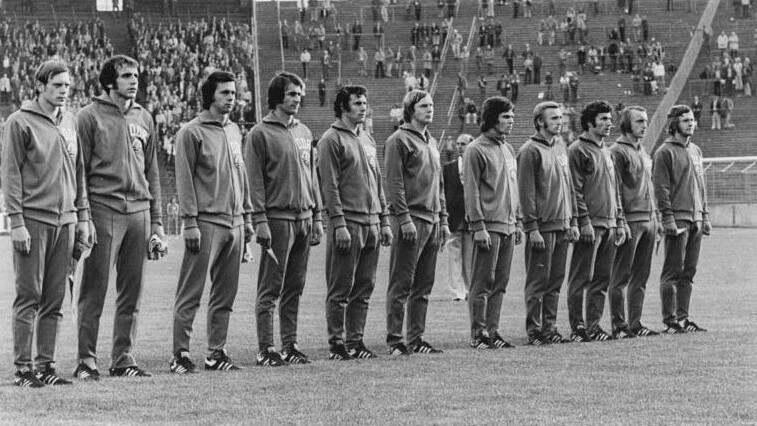
Echipa Germaniei de Est la meciul cu Australia

| Echipă           | M | V | E | Î | GM | GP | DG | Pct |
| ---------------- | - | - | - | - | -- | -- | -- | --- |
| Germania de Est  | 3 | 2 | 1 | 0 | 4  | 1  | +3 | 5   |
| Germania de Vest | 3 | 2 | 0 | 1 | 4  | 1  | +3 | 4   |
| Chile            | 3 | 0 | 2 | 1 | 1  | 2  | −1 | 2   |
| Australia        | 3 | 0 | 1 | 2 | 0  | 5  | −5 | 1   |

| Germania de Vest | 1 – 0   | Chile |
| ---------------- | ------- | ----- |
| Breitner 18'     | Cronică |       |

| Germania de Est               | 2 – 0   | Australia |
| ----------------------------- | ------- | --------- |
| Curran 58' (o.g.) Streich 72' | Cronică |           |

| Australia | 0 – 3   | Germania de Vest                    |
| --------- | ------- | ----------------------------------- |
|           | Cronică | Overath 12' Cullmann 34' Müller 53' |

| Chile       | 1 – 1   | Germania de Est |
| ----------- | ------- | --------------- |
| Ahumada 69' | Cronică | Hoffmann 55'    |

| Australia | 0 – 0   | Chile |
| --------- | ------- | ----- |
|           | Cronică |       |

| Germania de Est | 1 – 0   | Germania de Vest |
| --------------- | ------- | ---------------- |
| Sparwasser 77'  | Cronică |                  |

#### Grupa 2
| Echipă     | M | V | E | Î | GM | GP | DG  | Pct |
| ---------- | - | - | - | - | -- | -- | --- | --- |
| Iugoslavia | 3 | 1 | 2 | 0 | 10 | 1  | +9  | 4   |
| Brazilia   | 3 | 1 | 2 | 0 | 3  | 0  | +3  | 4   |
| Scoția     | 3 | 1 | 2 | 0 | 3  | 1  | +2  | 4   |
| Zair       | 3 | 0 | 0 | 3 | 0  | 14 | −14 | 0   |

| Brazilia | 0 – 0   | Iugoslavia |
| -------- | ------- | ---------- |
|          | Cronică |            |

| Zair | 0 – 2   | Scoția                 |
| ---- | ------- | ---------------------- |
|      | Cronică | Lorimer 26' Jordan 34' |

| Iugoslavia                                                                                     | 9 – 0   | Zair |
| ---------------------------------------------------------------------------------------------- | ------- | ---- |
| Bajević 8', 30', 81' Džajić 14' Šurjak 18' Katalinski 22' Bogićević 35' Oblak 61' Petković 65' | Cronică |      |

| Scoția | 0 – 0   | Brazilia |
| ------ | ------- | -------- |
|        | Cronică |          |

| Scoția     | 1 – 1   | Iugoslavia |
| ---------- | ------- | ---------- |
| Jordan 88' | Cronică | Karasi 81' |

| Zair | 0 – 3   | Brazilia                                 |
| ---- | ------- | ---------------------------------------- |
|      | Cronică | Jairzinho 12' Rivelino 66' Valdomiro 79' |

#### Grupa 3
| Echipă        | M | V | E | Î | GM | GP | DG | Pct |
| ------------- | - | - | - | - | -- | -- | -- | --- |
| Țările de Jos | 3 | 2 | 1 | 0 | 6  | 1  | +5 | 5   |
| Suedia        | 3 | 1 | 2 | 0 | 3  | 0  | +3 | 4   |
| Bulgaria      | 3 | 0 | 2 | 1 | 2  | 5  | −3 | 2   |
| Uruguay       | 3 | 0 | 1 | 2 | 1  | 6  | −5 | 1   |

| Uruguay | 0 – 2   | Țările de Jos |
| ------- | ------- | ------------- |
|         | Cronică | Rep 16', 86'  |

| Suedia | 0 – 0   | Bulgaria |
| ------ | ------- | -------- |
|        | Cronică |          |

| Uruguay    | 1 – 1   | Bulgaria  |
| ---------- | ------- | --------- |
| Pavoni 87' | Cronică | Bonev 75' |

| Țările de Jos | 0 – 0   | Suedia |
| ------------- | ------- | ------ |
|               | Cronică |        |

| Țările de Jos                                      | 4 – 1   | Bulgaria        |
| -------------------------------------------------- | ------- | --------------- |
| Neeskens 5' (pen.), 44' (pen.) Rep 71' de Jong 88' | Cronică | Krol 78' (o.g.) |

| Suedia                        | 3 – 0   | Uruguay |
| ----------------------------- | ------- | ------- |
| Edström 46', 77' Sandberg 74' | Cronică |         |

#### Grupa 4
| Echipă    | M | V | E | Î | GM | GP | DG  | Pct |
| --------- | - | - | - | - | -- | -- | --- | --- |
| Polonia   | 3 | 3 | 0 | 0 | 12 | 3  | +9  | 6   |
| Argentina | 3 | 1 | 1 | 1 | 7  | 5  | +2  | 3   |
| Italia    | 3 | 1 | 1 | 1 | 5  | 4  | +1  | 3   |
| Haiti     | 3 | 0 | 0 | 3 | 2  | 14 | −12 | 0   |

| Italia                              | 3 – 1   | Haiti     |
| ----------------------------------- | ------- | --------- |
| Rivera 52' Benetti 64' Anastasi 78' | Cronică | Sanon 46' |

| Polonia                  | 3 – 2   | Argentina                 |
| ------------------------ | ------- | ------------------------- |
| Lato 7', 62' Szarmach 8' | Cronică | Heredia 60' Babington 66' |

| Argentina    | 1 – 1   | Italia             |
| ------------ | ------- | ------------------ |
| Houseman 20' | Cronică | Perfumo 35' (o.g.) |

| Haiti | 0 – 7   | Polonia                                                   |
| ----- | ------- | --------------------------------------------------------- |
|       | Cronică | Lato 17', 87' Deyna 18' Szarmach 30', 34', 50' Gorgoń 31' |

| Argentina                               | 4 – 1   | Haiti     |
| --------------------------------------- | ------- | --------- |
| Yazalde 15', 68' Houseman 18' Ayala 55' | Cronică | Sanon 63' |

| Polonia                | 2 – 1   | Italia      |
| ---------------------- | ------- | ----------- |
| Szarmach 38' Deyna 44' | Cronică | Capello 85' |

### Runda a doua

#### Grupa A

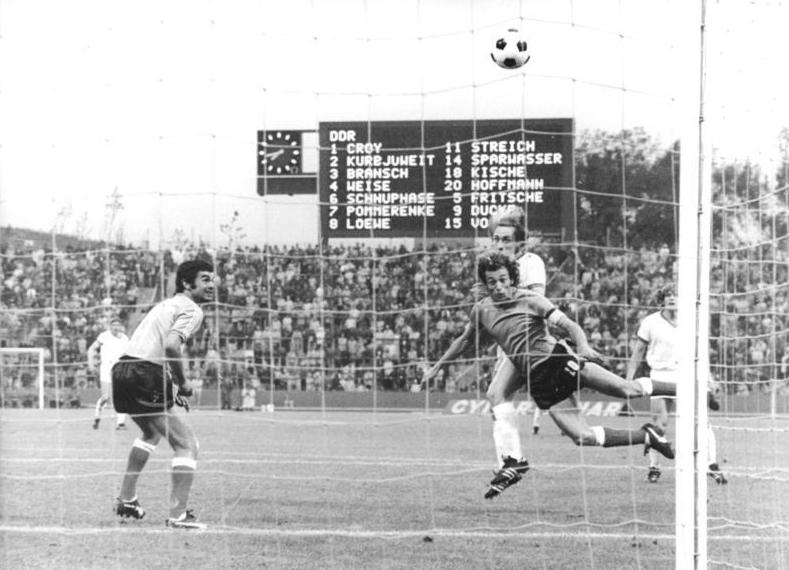
Streich aduce Germania de Est în avantaj în meciul cu Argentina

| Echipă          | M | V | E | Î | GM | GP | DG | Pct |
| --------------- | - | - | - | - | -- | -- | -- | --- |
| Țările de Jos   | 3 | 3 | 0 | 0 | 8  | 0  | +8 | 6   |
| Brazilia        | 3 | 2 | 0 | 1 | 3  | 3  | 0  | 4   |
| Germania de Est | 3 | 0 | 1 | 2 | 1  | 4  | −3 | 1   |
| Argentina       | 3 | 0 | 1 | 2 | 2  | 7  | −5 | 1   |

| Țările de Jos                     | 4 – 0   | Argentina |
| --------------------------------- | ------- | --------- |
| Cruijff 11', 90' Krol 25' Rep 73' | Cronică |           |

| Brazilia     | 1 – 0   | Germania de Est |
| ------------ | ------- | --------------- |
| Rivelino 60' | Cronică |                 |

| Argentina    | 1 – 2   | Brazilia                   |
| ------------ | ------- | -------------------------- |
| Brindisi 35' | Cronică | Rivelino 32' Jairzinho 49' |

| Germania de Est | 0 – 2   | Țările de Jos               |
| --------------- | ------- | --------------------------- |
|                 | Cronică | Neeskens 7' Rensenbrink 59' |

| Argentina    | 1 – 1   | Germania de Est |
| ------------ | ------- | --------------- |
| Houseman 20' | Cronică | Streich 14'     |

| Țările de Jos            | 2 – 0   | Brazilia |
| ------------------------ | ------- | -------- |
| Neeskens 50' Cruijff 65' | Cronică |          |

#### Grupa B
| Echipă           | M | V | E | Î | GM | GP | DG | Pct |
| ---------------- | - | - | - | - | -- | -- | -- | --- |
| Germania de Vest | 3 | 3 | 0 | 0 | 7  | 2  | +5 | 6   |
| Polonia          | 3 | 2 | 0 | 1 | 3  | 2  | +1 | 4   |
| Suedia           | 3 | 1 | 0 | 2 | 4  | 6  | −2 | 2   |
| Iugoslavia       | 3 | 0 | 0 | 3 | 2  | 6  | −4 | 0   |

| Iugoslavia | 0 – 2   | Germania de Vest        |
| ---------- | ------- | ----------------------- |
|            | Cronică | Breitner 39' Müller 82' |

| Suedia | 0 – 1  | Polonia  |
| ------ | ------ | -------- |
|        | Report | Lato 43' |

| Polonia                   | 2 – 1  | Iugoslavia |
| ------------------------- | ------ | ---------- |
| Deyna 24' (pen.) Lato 62' | Report | Karasi 43' |

| Germania de Vest                                       | 4 – 2   | Suedia                   |
| ------------------------------------------------------ | ------- | ------------------------ |
| Overath 51' Bonhof 52' Grabowski 76' Hoeneß 89' (pen.) | Cronică | Edström 24' Sandberg 53' |

| Polonia | 0 – 1   | Germania de Vest |
| ------- | ------- | ---------------- |
|         | Cronică | Müller 76'       |

| Suedia                      | 2 – 1   | Iugoslavia |
| --------------------------- | ------- | ---------- |
| Edström 29' Torstensson 85' | Cronică | Šurjak 27' |

### Meciul pentru locul 3
| Brazilia | 0 – 1   | Polonia  |
| -------- | ------- | -------- |
|          | Cronică | Lato 76' |

### Finală
| Țările de Jos      | 1 – 2   | Germania de Vest               |
| ------------------ | ------- | ------------------------------ |
| Neeskens 2' (pen.) | Cronică | Breitner 25' (pen.) Müller 43' |

## Marcatori
| 7 goluri - Grzegorz Lato 5 goluri - Johan Neeskens - Andrzej Szarmach 4 goluri - Gerd Müller - Johnny Rep - Ralf Edström 3 goluri - René Houseman - Rivelino - Paul Breitner - Johan Cruijff - Kazimierz Deyna - Dušan Bajević | 2 goluri - Héctor Yazalde - Jairzinho - Joachim Streich - Wolfgang Overath - Emmanuel Sanon - Joe Jordan - Roland Sandberg - Stanislav Karasi - Ivica Šurjak 1 gol - Rubén Ayala - Carlos Babington - Miguel Ángel Brindisi - Ramón Heredia - Valdomiro - Hristo Bonev - Sergio Ahumada - Martin Hoffmann - Jürgen Sparwasser - Rainer Bonhof - Bernhard Cullmann - Jürgen Grabowski - Uli Hoeneß | - Pietro Anastasi - Romeo Benetti - Fabio Capello - Gianni Rivera - Theo de Jong - Ruud Krol - Rob Rensenbrink - Jerzy Gorgoń - Peter Lorimer - Conny Torstensson - Ricardo Pavoni - Vladislav Bogićević - Dragan Džajić - Josip Katalinski - Branko Oblak - Ilija Petković Autogoluri - Roberto Perfumo (pentru Italia) - Colin Curran (pentru Germania de Est) - Ruud Krol (pentru Bulgaria) |